# Giacomo Torelli
Giacomo Torelli (Fano, 1º settembre 1608 – Fano, 17 giugno 1678) è stato uno scenografo, ingegnere e architetto italiano del periodo barocco. I suoi lavori in scenografia, e in particolare i disegni di macchinari per creare spettacolari cambiamenti degli scenari e altri effetti speciali, lasciarono il segno nella sua epoca e sopravvivono come la raccolta di disegni di progettazione scenografica più completa del XVII secolo.

## Biografia
Nacque presso la città di Fano nel 1608 da Pandolfo ed Eleonora di Giacomo Pazzi, una nobile famiglia. I suoi primi lavori risalgono alle produzioni teatrali del Palazzo della Ragione o del Podestà di Fano e ad altri lavori intorno alla provincia di Pesaro e Urbino. Divenne uno di quegli uomini di spettacolo italiani che, nell'età barocca, percorsero l'Europa, imponendo il proprio gusto e incidendo il loro stile in quello teatrale dell'epoca. Si formò, come anche altri prima di lui, sullo studio dell'architettura classica, riscoperta in epoca rinascimentale, grazie al recupero dei trattati di Vitruvio. Progettò e realizzò scenografie che s'imposero come modello delle "macchinerie" successive, tanto da essere considerato il padre della "scena-macchina" del teatro barocco.

### I primi lavori teatrali a Venezia
Fino al 1641 Torelli aveva lavorato a Venezia come ingegnere navale, all'arsenale, quando fu incaricato di erigere il Teatro Novissimo e di curarne l'attività, progettando le scenografie e le macchine di scena. Il Teatro Novissimo nacque come luogo di rappresentazioni spettacolari, specialmente per opere in musica. Ai librettisti si raccomandava di adeguare le proprie idee alle esigenze di Torelli, "l'inventore degli apparati".
Dovette introdurre delle novità nelle sue scenografie, in una Venezia dominata dallo scenografo Giovanni Burnacini e con il quale dovette inevitabilmente confrontarsi, pur mantenendosi all'interno della moda consolidata. Risolse questa sfida con l'opera inaugurale del gennaio 1641, La finta pazza di Francesco Sacrati, che sbalordì gli spettatori per i rapidi cambi di scena a vista. Questo lavoro fu seguito da altri progetti per due opere di Sacrati presso lo stesso teatro, nel 1642 per l'opera Bellerofonte e, nel gennaio 1643, per l'opera Venere gelosa. Ha lavorato anche sull'opera di Francesco Cavalli, Deidamia, realizzata nel 1644, sempre al Teatro Novissimo. L'ultimo lavoro veneziano fu realizzato per l'Ulisse errante di Sacrati, andato in scena durante la stagione carnascialesca del 1644 presso il Teatro dei Santi Giovanni e Paolo.

#### La finta pazzaveneziana

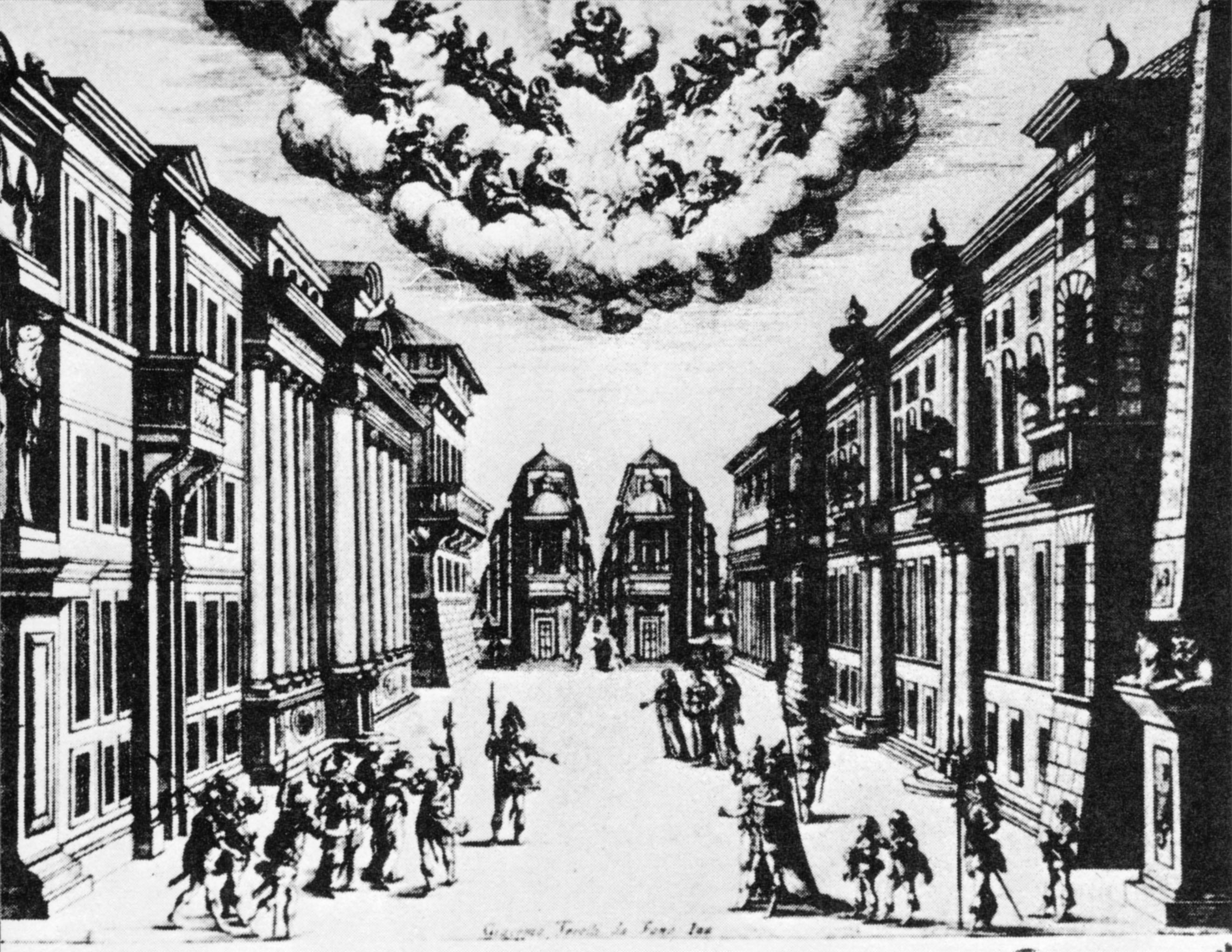
Disegno scenico per La finta pazza (Parigi, 1645).

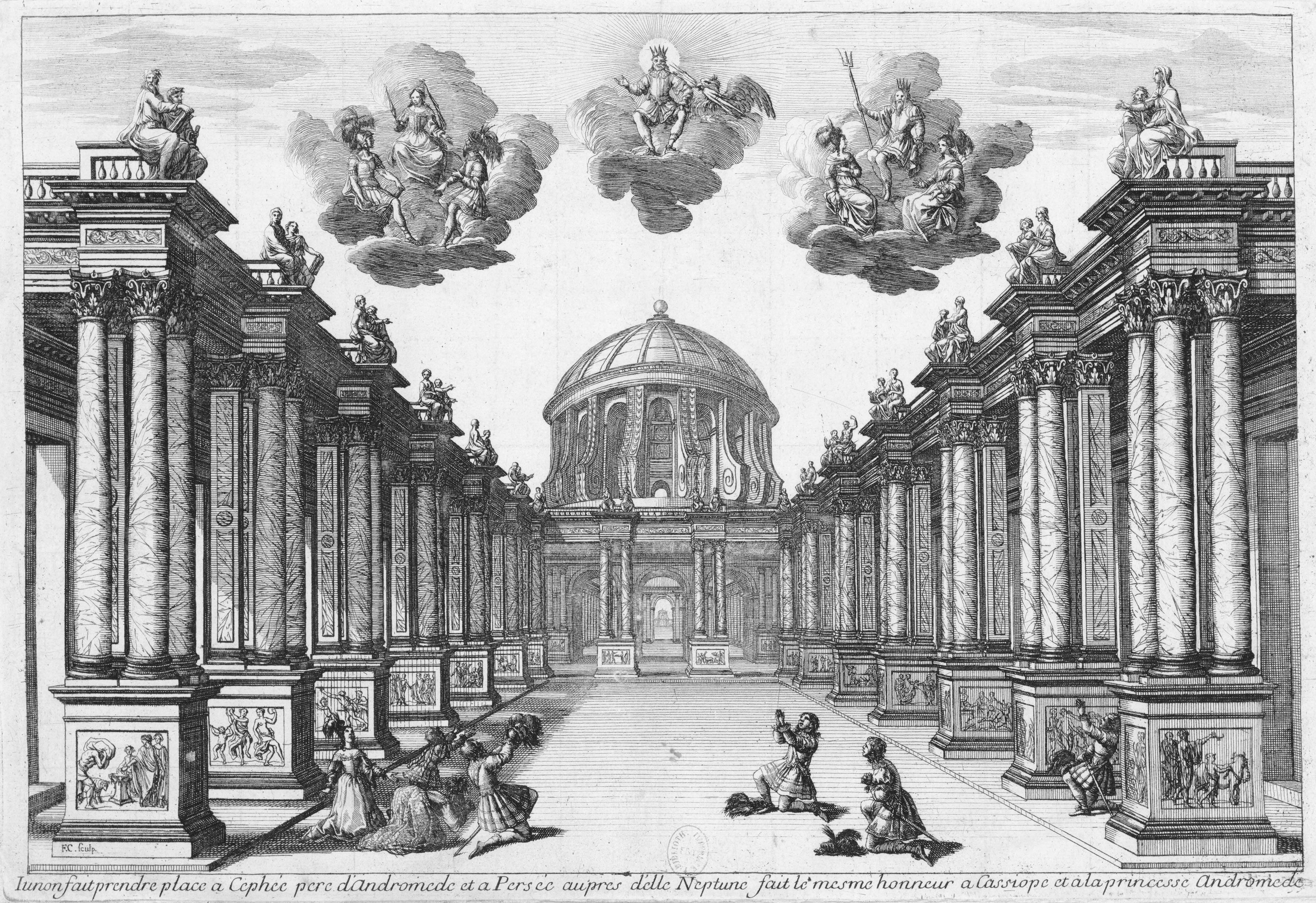
Disegno scenico per lAndromède di Pierre Corneille (Parigi, 1650).

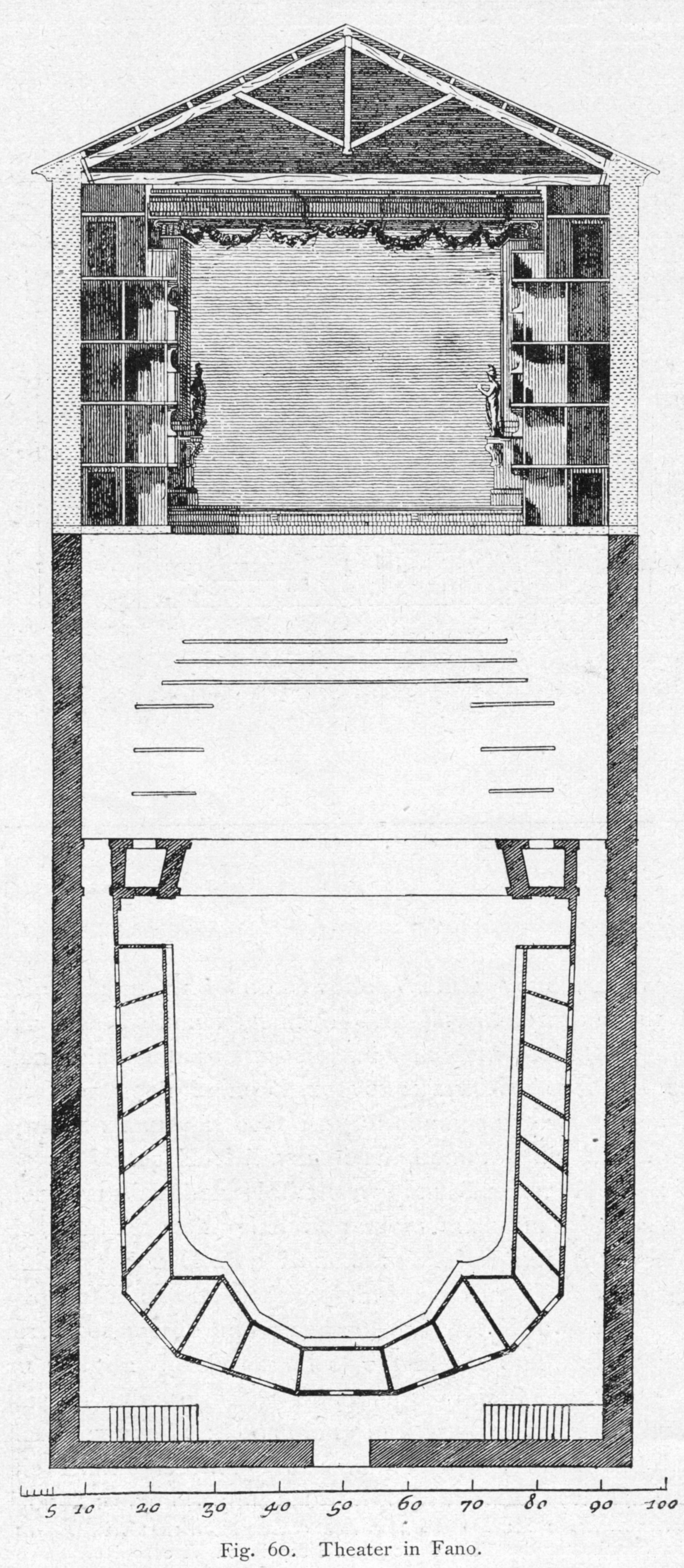
Disegno di Giacomo Torelli del Teatro della Fortuna di Fano.

Torelli riuscì a far passare i personaggi dell'opera da una scena marittima a un cortile con logge e statue di bronzo con un arco trionfale sullo sfondo in prospettiva, grazie a un argano e ad alcuni contrappesi posti sul soffitto del teatro, regolati da una sola persona, "un giovinetto di quindici anni appena", così come riferisce il musicologo Lorenzo Bianconi in uno studio sul Cannocchiale de La finta pazza. Un altro espediente che introdusse fu la copertura, con una sorta di tettoia, delle ultime quinte laterali con il fondo, fissandole insieme, in modo che non si percepisse la separazione tra il fondo e lo spazio agibile e si desse l'illusione di un panorama lontano, che continuava fino all'orizzonte.
Queste invenzioni procurarono a Torelli fama e fortuna nell'ambiente teatrale, vista l'efficacia spettacolare insieme con l'economicità dell'apparato, ovvero un grande risultato scenico con il lavoro di un'unica persona, nemmeno troppo specializzata. Proprio per questo lo scenografo venne invitato in Francia, per replicare il suo spettacolo.

### Il periodo parigino
Quando il cardinale italiano Giulio Mazzarino succedette al cardinale francese Armand-Jean du Plessis de Richelieu, al ministero di Francia nel 1642, decise di introdurre l'opera a Parigi. Nel giugno 1645 il duca di Parma Odoardo Farnese inviò Torelli alla corte di Francia, sotto richiesta della regina Anna di Austria, per lavorare nuovamente alla produzione de La Finta Pazza, nella quale Torelli ripeté largamente gli stessi scenari che realizzò qualche anno prima a Venezia. Il cardinale Mazzarino reclutò alcuni cantanti fiorentini, adatti al pubblico francese, e rimpiazzò il coro che s'introduceva alla fine di ogni atto con un balletto coreografato da Giambattista Balbi. L'opera fu realizzata il 14 dicembre 1645 nella sdala del Petit-Bourbon e gli effetti scenici di Torelli ebbero un grande successo. Egli adattò sapientemente i fondali al nuovo pubblico accattivandone le simpatie: nella seconda scena del primo atto infatti mostrò in lontananza il profilo di Parigi, sebbene la vicenda fosse ambientata nella Sciro greca, mentre da nubi dorate calavano dall'alto Giunone e Teide con un carro trainato da delfini.
Il successo de La Finta Pazza incoraggiò le ambizioni di Mazzarino, che procedette a organizzare la messa in atto di un'altra opera italiana, l'Egisto. Secondo le memorie di madame Françoise Bertaut de Motteville, l'opera fu realizzata presso il piccolo teatro del Palazzo Reale, ma si crede invece che fu presentato presso il Teatro di Palazzo Reale di rue Saint Honoré, e Torelli operò delle modifiche nelle macchine da scena per la loro installazione. L'Egisto fu quindi messo in scena nel 1646, ma non ebbe lo stesso successo de La finta pazza.
Mazzarino procedette poi alla realizzazione di una nuova opera italiana, l'Orfeo di Luigi Rossi. In questa opera, Torelli ebbe modo di lavorare con lo scenografo francese Charles Errard e i suoi assistenti Noël Coypel e Gilbert de Sève, per realizzare le scene e gli effetti di scena presso il Teatro di Palazzo Reale, dove l'opera fu messa in scena il 2 marzo 1647. In quel periodo crebbe una opposizione all'opera italiana e a Mazzarino, e il lavoro fu criticato per essere troppo italiano e troppo costoso ma, nonostante ciò, gli effetti scenici di Torelli furono ben accolti.
Durante il movimento della Fronda dal 1648 al 1653 fu ostracizzato perché considerato come dipendente di Mazzarino, perciò la sua attività subì una battuta d'arresto, ma Torelli decise di rimanere a Parigi per disegnare altri scenari per opere francesi, come l'Andromède di Pierre Corneille, con musica di Charles d'Assoucy. Anche se realizzata per essere messa in scena al Teatro del Palazzo Reale, l'Andromède fu trasferita diverse volte, prima della prima performance, al Petit-Bourbon, che poteva ospitare un pubblico maggiore. Alcuni pezzi scenici utilizzati per l'Orfeo furono riutilizzati per l'Andromède. Torelli in quell'occasione accettò di limitare i propri interventi spettacolari al rispetto del senso del testo di Corneille. Nonostante ciò, al pubblico piacque vedere una macchina volante per ogni atto, così la fama di Torelli, come creatore di magie teatrali, continuò a crescere, tanto da meritarsi il soprannome di "gran stregone del teatro" e, per di più, divenne lo scenografo prediletto di Luigi XIV e di Anna d'Austria, per conto dei quali ristrutturò il Petit-Bourbon e il Teatro di Palazzo Reale.
Dopo il ritorno a Parigi e la restaurazione del potere del re Luigi XIV nel 1653, Torelli fu coinvolto nuovamente, ma più che in realizzazioni di melodrammi, perlopiù in quelle di ballets de cour (balletti di corte), che rispecchiavano la passione del re per la danza. Per la corte reale nel 1653 fu l'autore delle scene del Ballet royal du jour et de la nuit, che consacrò Luigi XIV come "il Re Sole", perché il giovane sovrano vi apparve danzando nelle vesti del Sole nascente. Nel 1659, con l'arrivo a Parigi degli scenografi italiani Gaspare, Carlo e Ludovico Vigarani, Torelli decadde presto dai favori reali. La sua carriera francese terminò nel 1661, dopo aver lavorato alle scene per la comédie-ballet Les fâcheux di Molière, presentata dal ministro Nicholas Fouquet presso la sua residenza di Vaux-le-Vicomte come una parte di una sua grandiosa festa in onore del re. Con tale gesto il ricco Fouquet avrebbe invece sfidato la magnificenza del re, che, non tollerando rivalità in lussi, avrebbe preso in antipatia il ministro, mandandolo in rovina. In realtà già da tempo le ricchezze del ministro erano considerate di dubbia provenienza e la condanna di Fouquet era stata decisa in tempi precedenti. Fouquet fu quindi processato e condannato, tutti coloro che lavorarono alla sua "piccola Versailles" di Vaux-le-Vicomte furono invitati a non mostrarsi più al cospetto dell'offeso monarca.
Al momento di lasciare Parigi, Torelli sarebbe stato invitato da Kuprulu Fazil Ahmed, granvisir del sultano Mehmet IV, a Costantinopoli per ristrutturare i giardini del Palazzo Topkapi.

### Il ritorno in Italia
Torelli tornò in Italia, nella sua Fano, dove, poco prima di morire, con l'aiuto dell'allievo Ferdinando Galli da Bibbiena, progettò il Teatro della Fortuna, inaugurandolo nel 1677 con lo spettacolo Il trionfo della continenza, l'ultima magia del maestro di teatro italiano. Morì nella sua città natale l'anno successivo, nel 1678.
A lui è oggi intitolato il liceo scientifico fanese.

## Le scelte scenografiche
Torelli ha portato la posizione di un punto di vista prospettico al suo apogeo con progetti che hanno rivelato, in un uso prospettico, il richiamo dell'occhio verso l'orizzonte e oltre: i palcoscenici sembravano estendersi all'infinito. Nonostante questa apparente ossessione con l'infinito, tuttavia, Torelli ha portato anche "spazi chiusi" al palcoscenico. Scene di interni sono diventate più comuni e spesso abbastanza superficiali. L'innovazione dei macchinari teatrali ha consentito non solo di cambiare gli sfondi, ma anche i confini del cielo. Questo ha permesso uno scambio tra set interni ed esterni, e Torelli avrebbe spesso alternato set aperti e chiusi per creare un nuovo senso di ritmo nell'aspetto visivo dell'opera. La sua sperimentazione con diversi tipi di spazio sul palco non è stata limitata al contrasto tra interno ed esterno: avrebbe spesso delimitato il primo piano con una struttura come una collina o una fontana, permettendo al pubblico solo scorci di sfondo.
Le innovazioni tecniche di Torelli includono le macchine che hanno permesso di cambiare la scenografia in poco tempo, piuttosto che lentamente, con una squadra di almeno sedici mani. Questa, tra le altre cose, ha portato ad un notevole aumento del numero di serie per ogni opera. Torelli non ha progettato solo set, ma è stato anche strettamente coinvolto con innovazioni di macchinari teatrali. Egli ha creato nuove tecniche per modificare le scene e anche macchine per i personaggi volanti intorno al palcoscenico, simulando effetti meteorologici e altro: per questo fu soprannominato il "grande stregone" o il "grande mago".
Una prova della fama di Torelli è data dalla pubblicazione a stampa delle sue scenografie con descrizioni e spiegazioni degli artifici scenotecnici, ideati per i vari spettacoli, messi in scena sia a Venezia sia a Parigi:
- Apparati scenici per lo Teatro Novissimo di Venetia, 1644.

- Feste theatrali per la Finta Pazza rappresentate nel Piccolo Borbone in Parigi, 1645.

- Scene e machine preparate alle Nozze di Teti, rappresentate nella sala del Piccolo Borbone, 1654.